# Miszewko (województwo mazowieckie)
Miszewko – wieś sołecka w Polsce w województwie mazowieckim, w powiecie płockim, w gminie Bodzanów.
| SIMC    | Nazwa      | Rodzaj    |
| ------- | ---------- | --------- |
| 0560555 | Felicjanów | część wsi |

W latach 1954–1959 wieś należała i była siedzibą władz gromady Miszewko, po jej zniesieniu w gromadzie Miszewo Murowane. W latach 1975–1998 miejscowość administracyjnie należała do województwa płockiego.
W skład wsi wchodzi Felicjanów, siedziba władz Kościoła Katolickiego Mariawitów.